# Едіт фон Зальбурґ
Едіт фон Зальбурґ (нім. Edith von Salburg), повне ім'я Едіт Фрайфрау фон Кріґ-Гохфельден (нім. Edith Freifrau von Krieg-Hochfelden), ім'я при народженні Графиня Зальбурґ-Фалькенштайн (нім. Gräfin Salburg-Falkenstein; нар. 14. жовтня 1868, замок Леонштайн, Верхня Австрія — пом. 3 грудня 1942, Дрезден) — австрійська письменниця, публіцистка та видавниця. Відома під псевдонімом Едіт Графиня Зальбурґ (нім. Edith Gräfin Salburg).

## Біографія
Народилася в сім'ї графа Отто Артура Адельберта Зальбурґ-Фалькенштайн та Гільдеґард Анни Франциски Ернестіни фон Голенія. Отримувала приватні уроки в домі своїх батьків у Граці, зокрема з історії та літератури. Їй давали літературні поради письменники Петер Розеггер та Роберт Гамерлінґ. 1898 року одружилася з Францом Кріґом фон Гохфельден (нар. 1857). Подружжя мешкало в Арко на Півночі Італії. Після смерті чоловіка в 1919 опинилася в скрутному фінансовому становищі й відтоді заробляла на життя письменництвом. Деякий час очолювала видавництво Strom-Verlag. З 1927 року мешкала в Дрездені, пишучи романи, вірші та драматургію. Едіт Зальбурґ була однією з найпродуктивніших письменниць свого часу. В Україні відома своїм романом "Син України" (Sohn der Ukraine, 1916).
Невідомо, чому саме Зальбурґ зацікавилася українською тематикою. Історик Дмитро Дорошенко вважає це свідченням того, що інтерес до України та українців у західноєвропейському суспільстві ніколи не згасав, цю тему не раз порушували та обговорювали, зокрема, і в художній літературі. Перекладачка роману "Син України" українською Леся Івасюк описала роман як такий, що "окреслює Україну й українців по обидва боки Збруча в європейському контексті — в історичному та геополітичному значенні".